# Estação Ciudad Azteca
A Estação Ciudad Azteca é uma das estações do Metrô da Cidade do México, situada em Ecatepec de Morelos, seguida da Estação Plaza Aragón. Administrada pelo Sistema de Transporte Colectivo, é uma das estações terminais da Linha B.
Foi inaugurada em 30 de novembro de 2000. Localiza-se na Avenida Carlos Hank González. Atende o bairro Ciudad Azteca. A estação registrou um movimento de 22.574.939 passageiros em 2016.